# Bill Clark
William Clinton Clark, detto Bill (Redondo Beach, 15 aprile 1988), è un ex cestista statunitense.

## Palmarès
- Coppa d'Olanda: 1

Donar Groningen: 2015